# Tadeusz Sulimirski (generał)

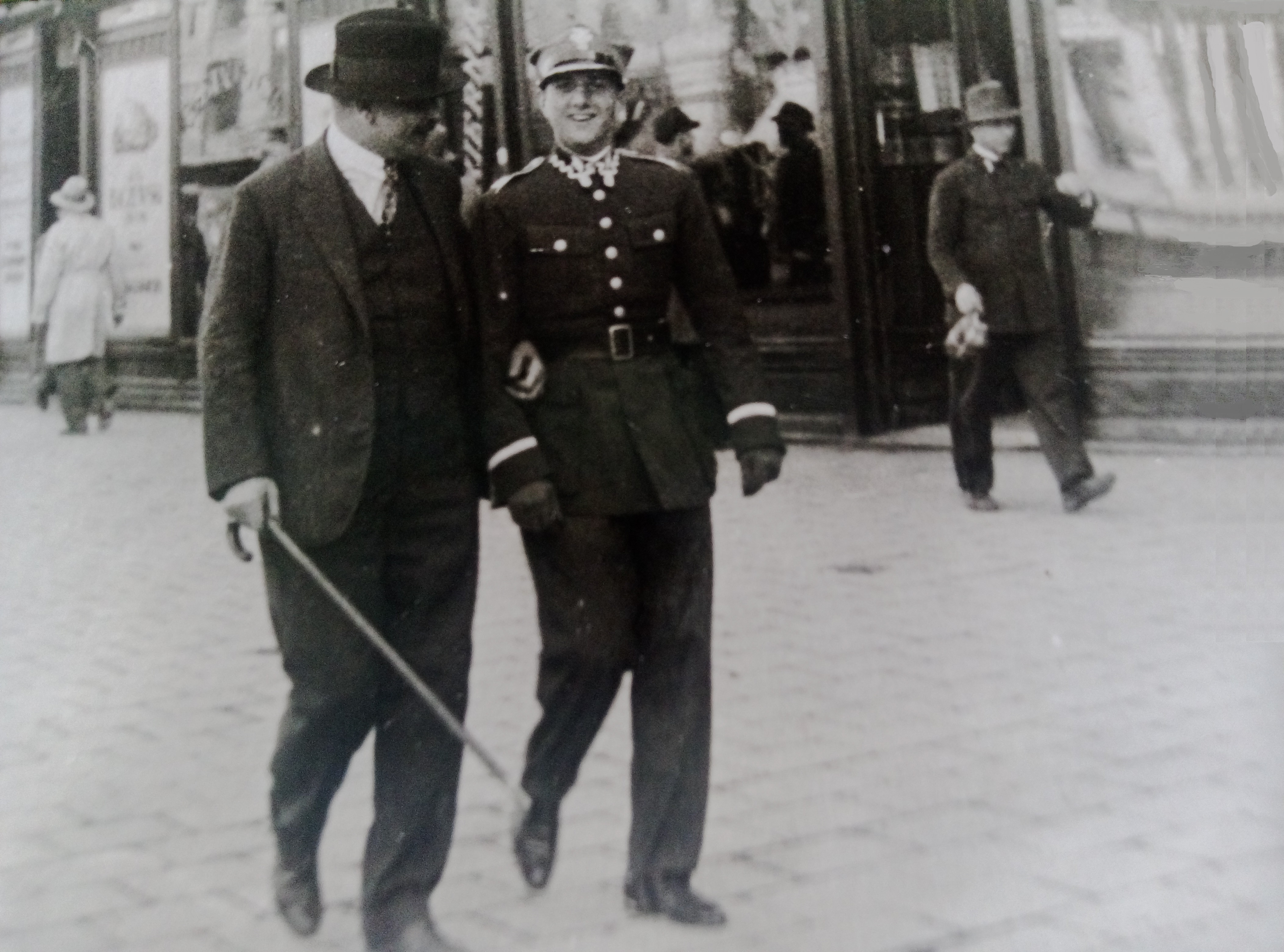
Tadeusz Sulimirski z synem Wojciechem, wtedy podchorążym, na ulicy we Lwowie 3 czerwca 1930 r.

Tadeusz Sulimirski herbu Lubicz (ur. 31 października 1866 w Łączkach, zm. 1940 we Lwowie) – generał brygady Wojska Polskiego.

## Życiorys
Urodził się 31 października 1866 w Łączkach, w ówczesnym powiecie jasielskim Królestwa Galicji i Lodomerii, w rodzinie Józefa Jana Sulimirskiego (1839–1910) i Bolesławy z Rogoyskich (1840–1881) . Miał sześcioro rodzeństwa: Marię (1863–1941), Bolesława (1863–1943), Leontynę (1865–1957), Zygmunta (1870–1915), Kazimierza (ur. 1872), majora kawalerii pospolitego ruszenia i Wita (1874–1943).

### Służba w cesarskiej i królewskiej Armii
W 1883 roku ukończył naukę w Szkole Kadetów Kawalerii w Hranicach (Kavalleriekadettenschule in Mährisch Weißkirchen) i rozpoczął studia w Akademii Handlowej w Wiedniu, lecz wkrótce z nich zrezygnował. 21 maja 1886 roku rozpoczął zawodową służbę wojskową w cesarskiej i królewskiej Armii. Do 1 sierpnia 1896 roku był oficerem Galicyjskiego Pułku Ułanów Nr 2 w Tarnowie. W latach 1893–1894 pełnił funkcję oficera prowiantowego pułku. W 1894 został przydzielony z macierzystego oddziału do Pułku Ułanów Obrony Krajowej Nr 2. Od 1 października 1894 do 1 sierpnia 1895 był słuchaczem Kursu Telegraficznego. W latach 1905–1912 dowodził szwadronem w Galicyjskim Pułku Ułanów Nr 1 we Lwowie. W latach 1907–1908 w Wiedniu był słuchaczem ośmiomiesięcznego kursu dla oficerów sztabowych. W 1912 roku wyznaczony na stanowisko dowódcy II dywizjonu w Pułku Ułanów Obrony Krajowej Nr 1 we Lwowie, a rok później awansowany na majora. Z chwilą mobilizacji mianowany dowódcą dywizjonu kawalerii (Kavalleriedivision) w 43 Dywizji Piechoty Obrony Krajowej, Feldmarschalleutnanta Alberta Schmidta von Georgenegg. W skład dywizjonu weszły 5 i 6 szwadrony pułku ułanów Obrony Krajowej Nr 1.
W czasie I wojny światowej (do kwietnia 1916 roku) dowodził wspomnianym wyżej dywizjonem na froncie galicyjskim. Następnie został przydzielony do Pułku Piechoty Obrony Krajowej Nr 20 na froncie włoskim, w Tyrolu i Gorycji, dowódca grupy kawalerii w dolinie Astico i dowódca batalionu. 10 października 1916 został przydzielony do Kadry Pułku Strzelców Konnych Nr 1 w Fulnek. Od 10 lutego 1917 do 31 października 1918 był przydzielony do Pułku Strzelców Nr 34 na froncie wołyńskim nad Stochodem dowodząc batalionem, a następnie pułkiem. W tym samym roku awansowany na pułkownika .

### Służba w Wojsku Polskim
Uczestniczył w obronie Lwowa. Od 28 listopada 1918 roku pełnił funkcję przewodniczącego Komisji Weryfikacyjnej przy Dowództwie „Wschód”. 19 marca 1919 roku został komendantem miasta i placu we Lwowie. 4 sierpnia tego roku objął stanowisko sztabowego oficera inspekcyjnego kawalerii przy Dowództwie Okręgu Generalnego „Łódź”. 16 października 1919 został mianowany dowódcą 1 Pułku Strzelców Konnych (Dragonów). Faktycznie nie dowodził ponieważ poszczególne dywizjony walczyły oddzielnie jako jazda dywizyjna. Między innymi I dywizjon w składzie Grupy gen. Bonin’a (eks 7 Dywizja Strzelców Polskich). IV wołyński dywizjon mjr Feliksa Jaworskiego do grudnia stacjonował w Hrubieszowie, a później walczył na froncie poleskim w składzie 9 Dywizji Piechoty. 15 listopada 1919 został zwolniony ze stanowiska dowódcy pułku i równocześnie mianowany dowódcą 4 Brygady Jazdy. 29 maja 1920 roku został zatwierdzony z dniem 1 kwietnia 1920 roku w stopniu pułkownika, w kawalerii, w grupie oficerów byłej armii austriacko-węgierskiej.
Na stanowisku liniowym pozostał do czerwca 1920 roku. Z powodu złego stanu zdrowia przeniesiony do służby sztabowej. 23 lipca objął obowiązki zastępcy dowódcy Okręgu Generalnego „Kielce” w Kielcach. W listopadzie 1921 roku został przeniesiony na stanowisko zastępcy dowódcy Okręgu Korpusu Nr X w Przemyślu.
Naczelnik Państwa i Naczelny Wódz dekretem z 10 września 1922 roku przeniósł go z dniem 1 września 1922 roku w stan spoczynku, w stopniu generała brygady z prawem noszenia munduru. Jako emerytowany generał brygady zatrzymany został w służbie czynnej. Powierzono mu obowiązki kontrolera remontu przy Departamencie II Jazdy Ministerstwa Spraw Wojskowych. 26 października 1923 roku Prezydent RP zatwierdził go w stopniu generała brygady. W lutym 1924 roku objął stanowisko inspektora remontu przy Generalnym Inspektorze Jazdy. Ostatecznie Minister Spraw Wojskowych zwolnił go z czynnej służby z dniem 31 grudnia 1924 roku.
Na emeryturze pracował dorywczo w przedsiębiorstwie naftowym swojego brata Wita. W listopadzie 1939 roku aresztowany przez funkcjonariuszy NKWD i osadzony w więzieniu Brygidki we Lwowie. Współwięźniem generała był lwowski architekt i poeta, kpt. Marian Hełm-Pirgo. Z jego relacji wynika, że generał w następstwie trudnych warunków więziennych zachorował na przewlekłe zapalenie nerek. W lutym 1940 roku przeniesiony został do więziennego szpitala, lecz po kilku dniach zmarł.

## Życie prywatne
Tadeusz Sulimirski był żonaty z Bohdaną (Bogdaną) z Kaczkowskich (ur. ok. 1870, zm. ok. 1941 w Kazachstanie). Została aresztowana na drugi dzień po zatrzymaniu męża. Po pewnym czasie zwolniona z więzienia. W kwietniu 1940 deportowana do Kazachstanu, w rejon Semipałatyńska, gdzie zmarła z głodu.
Miał czworo dzieci: 
- Felicja (1897–1918), uczestniczyła w obronie Lwowa jako kurierka. Zmarła 22 listopada 1918 w następstwie rany postrzałowej otrzymanej dzień wcześniej na ulicy Fredry 21,
- Bogdana (1898),
- Irena (1903–1982)
- Wojciech Jan (1910–1983), w Roczniku Oficerskim z 1932 figuruje jako Jan Wojciech Marian Sulimirski (ur. 22 czerwca 1910), podporucznik 20 pułku ułanów Króla Jana III Sobieskiego ze starszeństwem z dniem 1 lipca 1931, w czasie kampanii wrześniowej 1939 był adiutantem generała brygady Wacława Scewola-Wieczorkiewicza, a później oficerem 1 Dywizji Pancernej generała brygady Stanisława Maczka.

## Awanse
- kadet – ze starszeństwem z 1 listopada 1888[17][6]
- kadet–zastępca oficera – 1 maja 1889 ze starszeństwem z 1 listopada 1888[18][6]
- porucznik (niem. Leutnant) – starszeństwo z 1 maja 1890[19][6]
- nadporucznik (niem. Oberleutnant) – starszeństwo z 1 listopada 1894[6]
- rotmistrz (niem. Rittmeister) – 1 listopada 1901[6]
- major – 1 maja 1913[6]
- podpułkownik (niem. Oberstleutnant) – 1 listopada 1915[6]
- pułkownik (niem. Oberst) – 1 listopada 1918[6]
- generał brygady – 10 września 1922 roku z dniem 1 września 1922 roku, zweryfikowany ze starszeństwem z dniem 1 czerwca 1919 roku